# Przysiółek (Izbica)
Przysiółek – część miasta Izbica w Polsce, w województwie lubelskim, w powiecie krasnostawskim, w gminie Izbica. Położony jest w południowej części miasta, w okolicy ulicy Leśnej, przy granicy z Tarnogórą-Kolonią. 
Do 2021 część wsi Izbica-Wieś. W związku z przywróceniem Izbicy statusu miasta 1 stycznia 2022, Izbica-Wieś wraz z jej częściami Przysiółkiem i Malińcem stały się częściami miasta Izbicy.
W latach 1975–1998 wieś położona była w województwie zamojskim.